# Campionati mondiali di short track 1983
La III edizione dei Campionati mondiali di short track (World Short Track Speed Skating Championships), ufficialmente organizzati con tale denominazione dalla International Skating Union (Federazione internazionale di pattinaggio su ghiaccio), si è tenuta dall'8 al 10 aprile del 1983 a Tokyo in Giappone.

## Risultati
| Gara      | Uomini                                                            | Donne                                                                        |                                                                                        |                                                                          |                                                                              |                                                                                      |
| Gara      | Oro                                                               | Argento                                                                      | Bronzo                                                                                 | Oro                                                                      | Argento                                                                      | Bronzo                                                                               |
| --------- | ----------------------------------------------------------------- | ---------------------------------------------------------------------------- | -------------------------------------------------------------------------------------- | ------------------------------------------------------------------------ | ---------------------------------------------------------------------------- | ------------------------------------------------------------------------------------ |
| Generale  | Louis Grenier                                                     | Michel Delisle                                                               | Guy Daignault                                                                          | Sylvie Daigle                                                            | Mika Kato                                                                    | Maryse Perreault                                                                     |
| 500 m     | Louis Grenier                                                     | Guy Daignault                                                                | Patrick Moore                                                                          | Sylvie Daigle                                                            | Mika Kato                                                                    | Maryse Perreault                                                                     |
| 1000 m    | Louis Grenier                                                     | Guy Daignault                                                                | Michel Delisle                                                                         | Sylvie Daigle                                                            | Bonnie Blair                                                                 | Mika Kato                                                                            |
| 1500 m    | Michel Delisle                                                    | Toshinobu Kawai                                                              | Louis Grenier                                                                          | Sylvie Daigle                                                            | Miyoshi Kato                                                                 | Hiromo Takeuchi                                                                      |
| 3000 m    | Louis Grenier                                                     | Tatsuyoshi Ishihara                                                          | Yuichi Akasaka                                                                         | Sylvie Daigle                                                            | Mika Kato                                                                    | Maryse Perreault                                                                     |
| Staffetta | Canada Guy Daignault Louis Grenier Michel Delisle Benoit Lamarche | Australia Michel Richmond Michael Hearn Harry Spragg Danny Kah George Fabian | Giappone Tatsuyoshi Ishihara Toshinobu Kawai Yuichi Akasaka Masaki Yasuda Hiroshi Toda | Canada Sylvie Daigle Maryse Perreault Nathalie Lambert Marie-José Martin | Giappone Eiko Shisii Mika Kato Hiromi Takeuchi Miyoshi Kato Mariko Kinoshita | Stati Uniti Bonnie Blair Lydia Stephans Gloria Bogacki Maura d'Andrea Michelle Kline |

## Medagliere
| Pos. | Nazione     |    |   |   | Totale |
| ---- | ----------- | -- | - | - | ------ |
| 1    | Canada      | 12 | 3 | 6 | 21     |
| 2    | Giappone    | 0  | 7 | 4 | 11     |
| 4    | Stati Uniti | 0  | 1 | 2 | 3      |
| 3    | Australia   | 0  | 1 | 0 | 1      |